# 사등면
사등면(沙等面)은 대한민국 경상남도 거제시 서북부의 면이다. 북부의 부속섬인 가조도에는 출장소가 설치되어 있다.
삼성중공업 거제조선소와 인접한 동부의 사곡리 일대에 신규 택지가 조성되면서 2013년 11월부터 면의 인구가 급증하여, 같은 해 12월부터 거제시에서 가장 인구가 많은 면이 되었다.

## 개요
사등면은 삼한시대 독로국의 왕성으로 추정되는 사등성지를 비롯하여 오량성, 오량석조여래좌상, 청곡지석묘 등 문화유산이 산재하고, 1971년 4월 8일 거제대교 개통과 더불어 발전하는 거제의 큰 축이 되었다. 또한 2009년 7월 13일 가조연륙교 준공과 더불어 많은 탐방객들이 찾아 청정해역과 아름다운 자연환경을 기반으로 새로운 관광지로써의 무한한 발전 잠재력으로 지닌 지역이다.

## 연혁
- 삼한시대, 사등성 독로국 왕성 구축
- 1432년 조선 세종, 거제읍지를 사등에서 고현 이전
- 1919년 면 청사 이전(사등리에서 지석리)
- 1929년 행정구역 개편(창호리를 용남면에서 편입)
- 1936년 면 청사 이전(지석리에서 성포리 317번지)
- 1967년 청사 재이전(성포리 317번지에서 성포리 372번지, 현위치)
- 1971년 거제대교 개통(견내량 육지와 연결)
- 1987년 가조출장소 설치(창호리 일원)
- 1999년 신거제대교 개통(4차선)
- 2004년 사등보건지소 준공
- 2009년 가조연륙교 완공

## 행정 구역
- 덕호리(德湖里)
- 오량리(烏良里)
- 창호리(倉湖里)
- 지석리(支石里)
- 청곡리(靑谷里)
- 사곡리(沙谷里)
- 성포리(城浦里)
- 사등리(沙等里)

## 교육

### 초등학교
- 사등초등학교
- 기성초등학교
- 창호초등학교
- 오량초등학교

### 중학교
- 성포중학교

## 문화재
- 사등성지
- 오량성
- 청곡리지석묘

## 어항

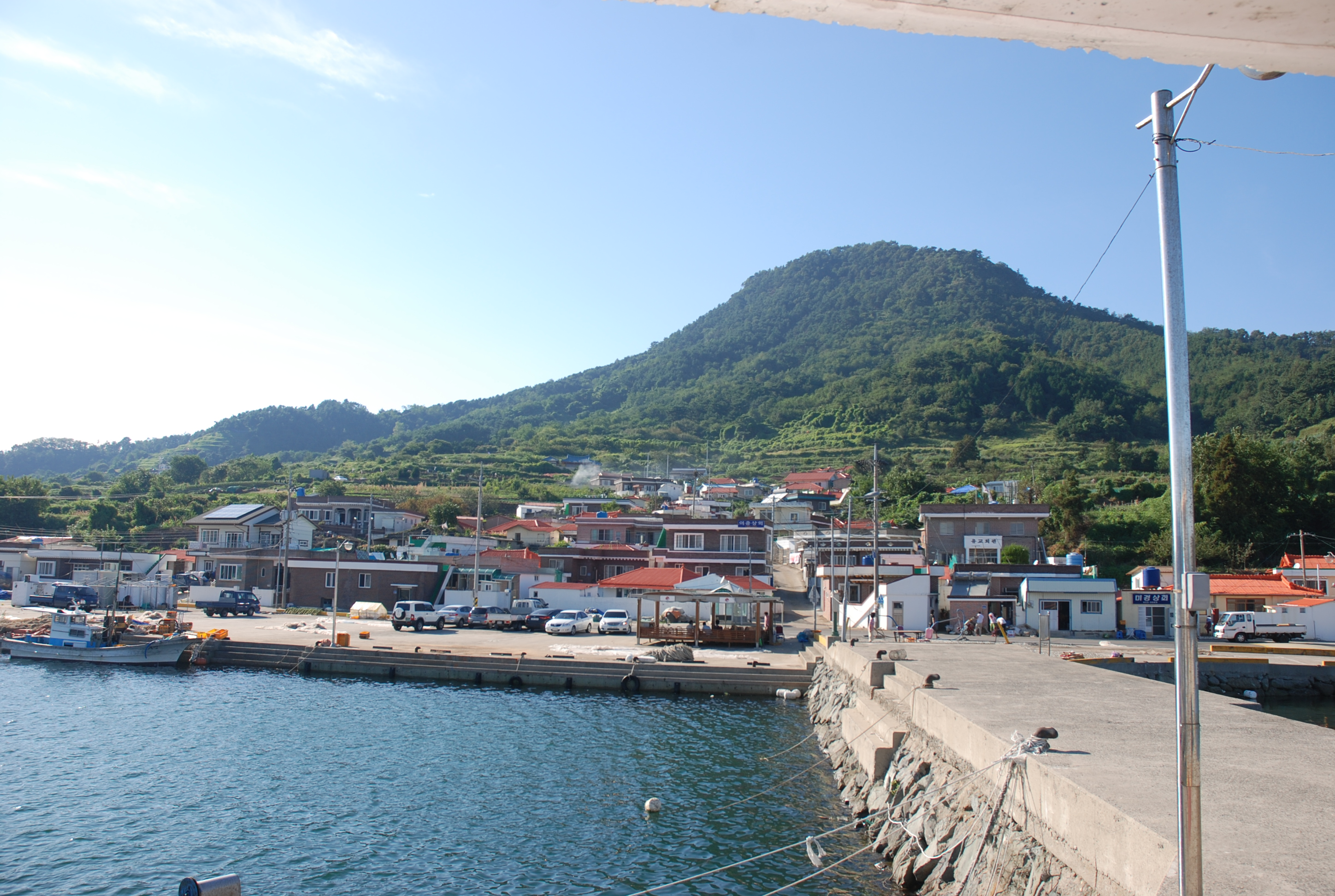
유교항과 유교마을

- 군령포항 - 어촌정주어항
- 성포항 - 지방어항
- 유교항 - 지방어항

## 관광
- 가조연륙교

## 풍경

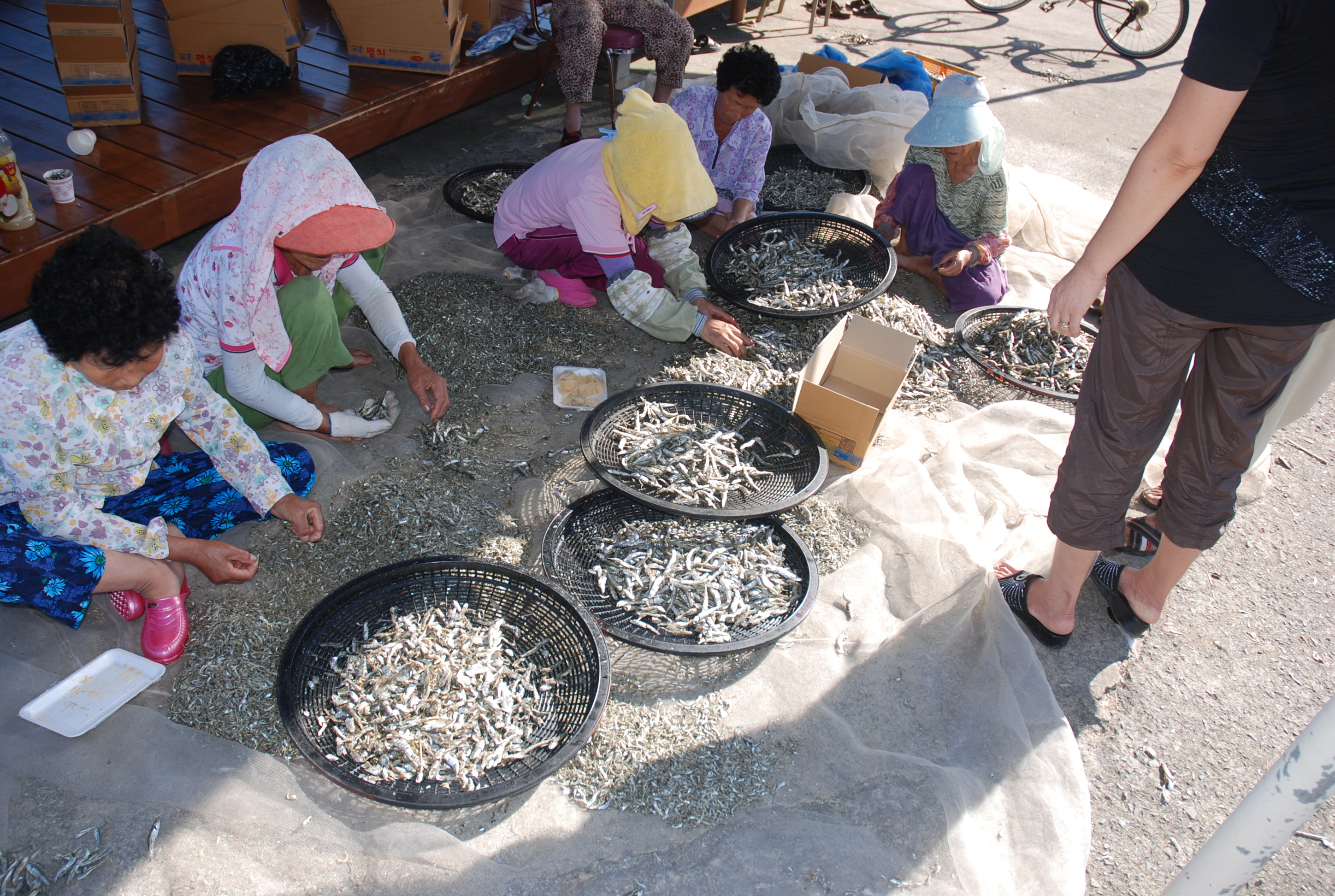
유교마을의 멸치 건조
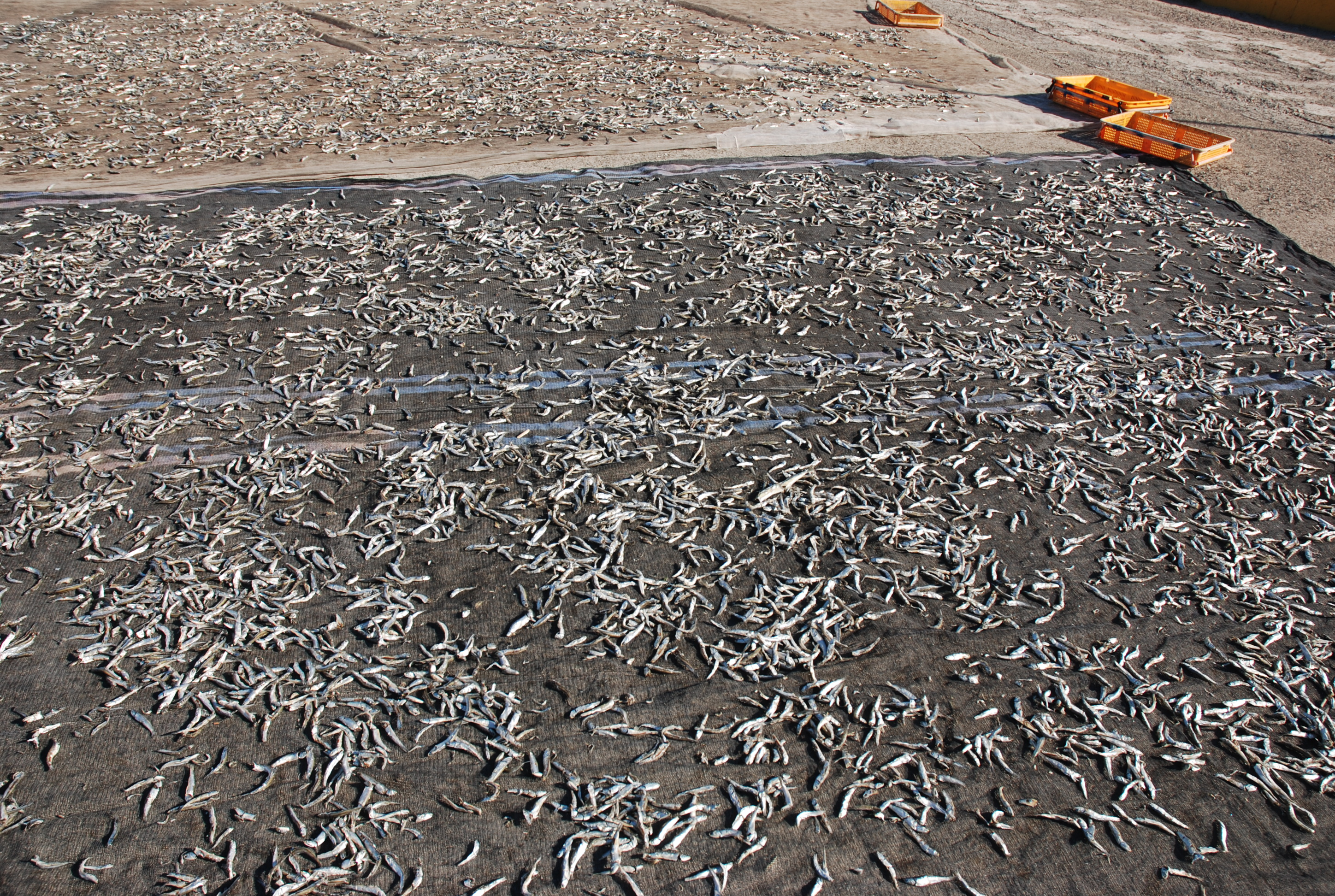
유교마을의 멸치 건조
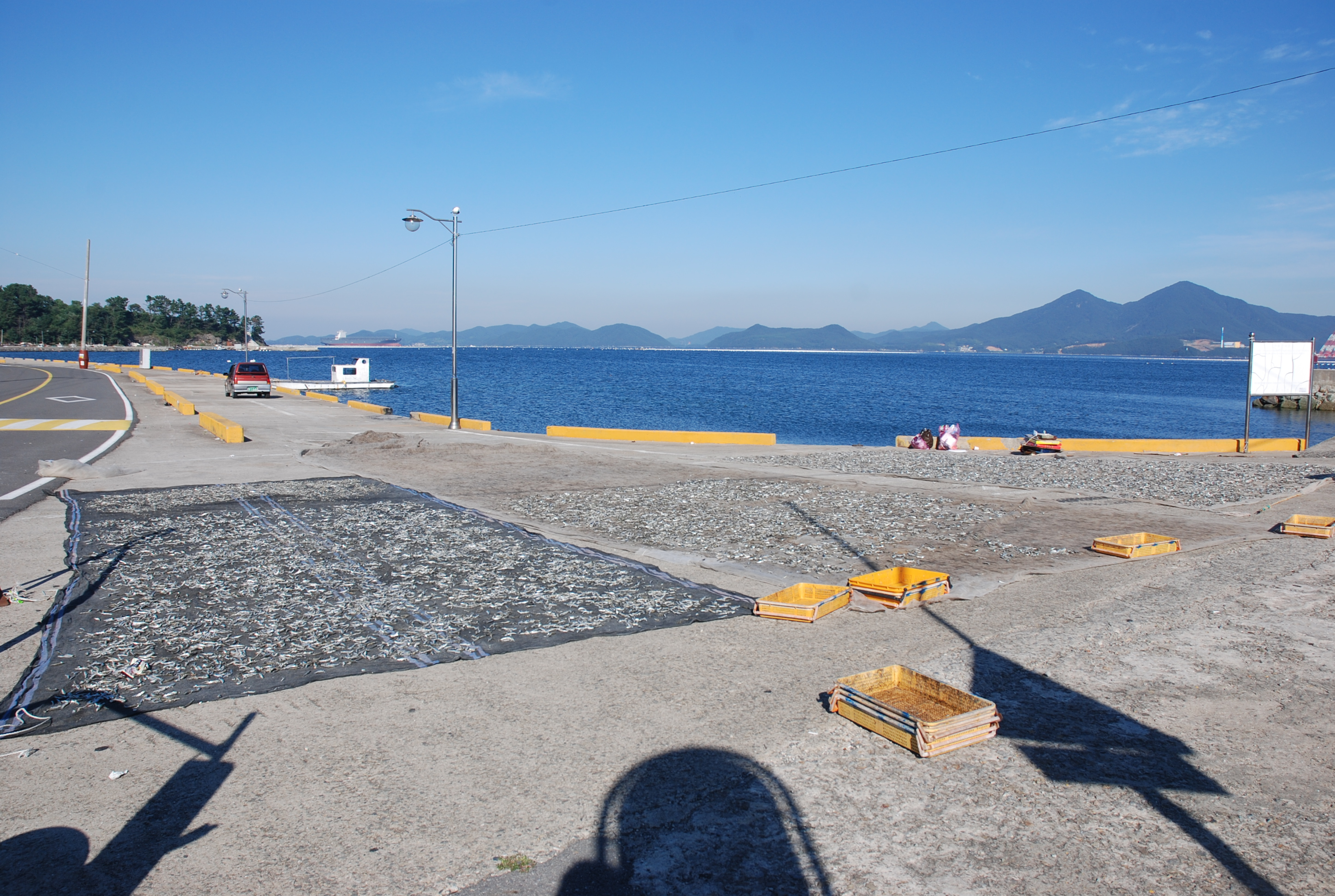
유교항
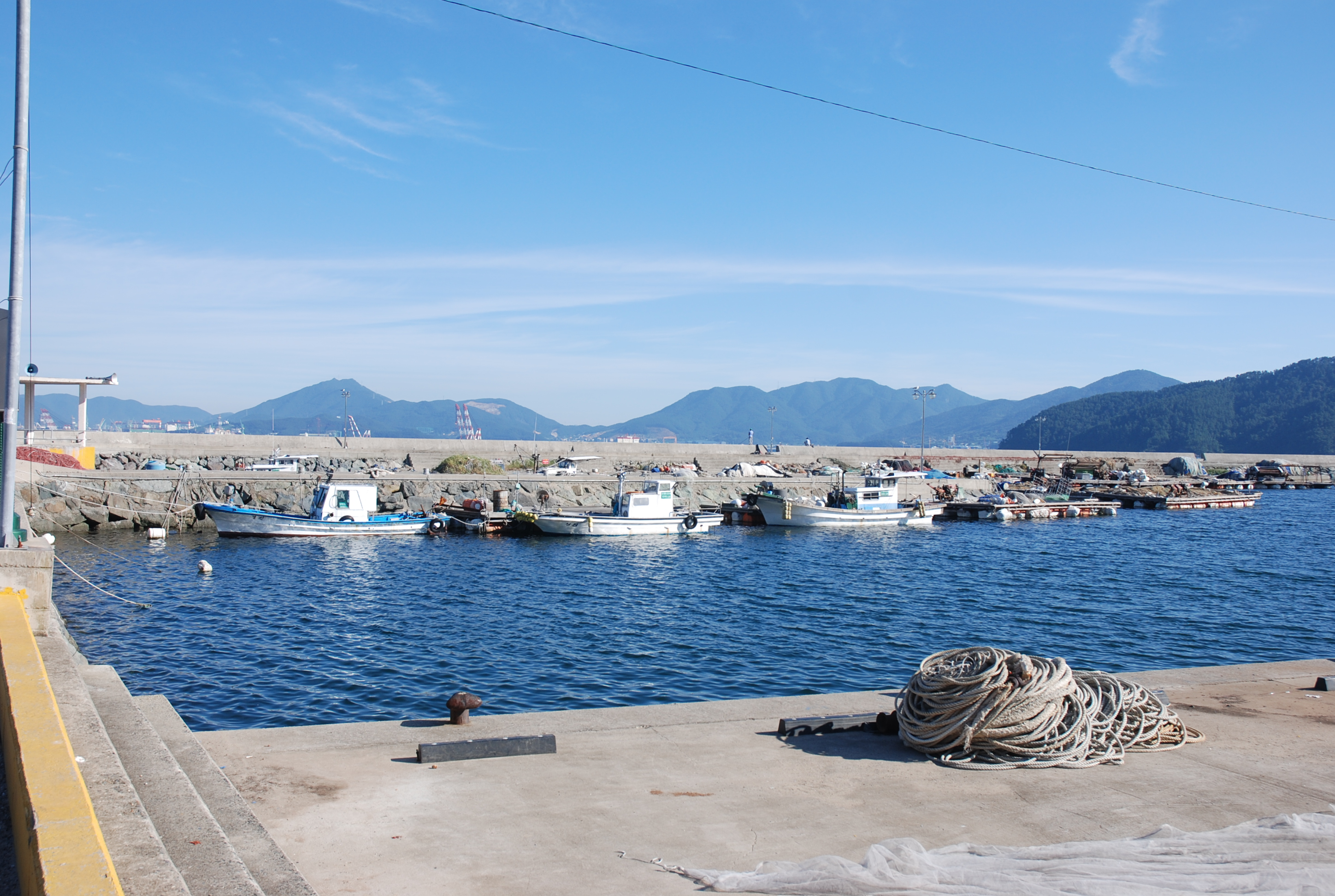
유교항
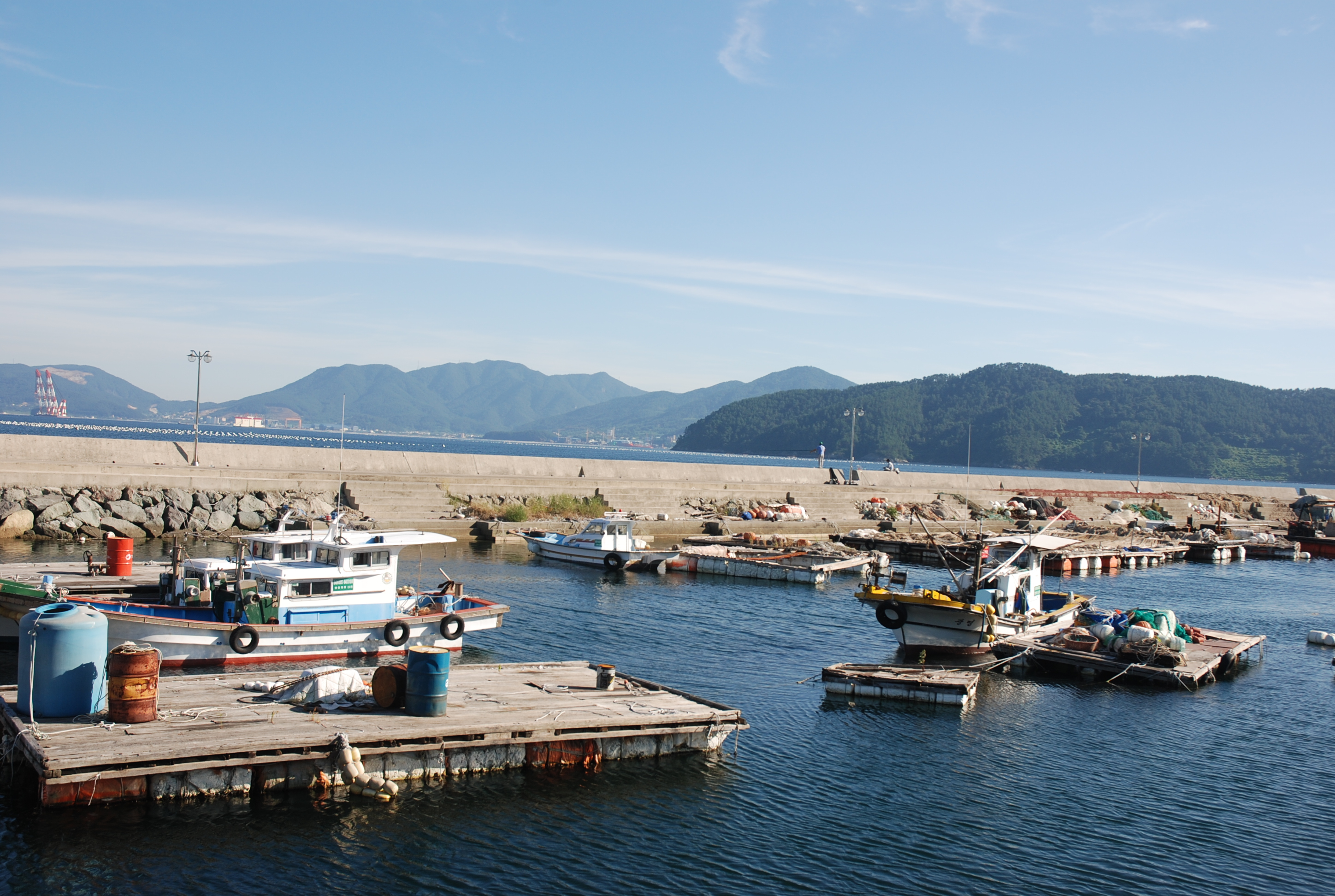
유교항
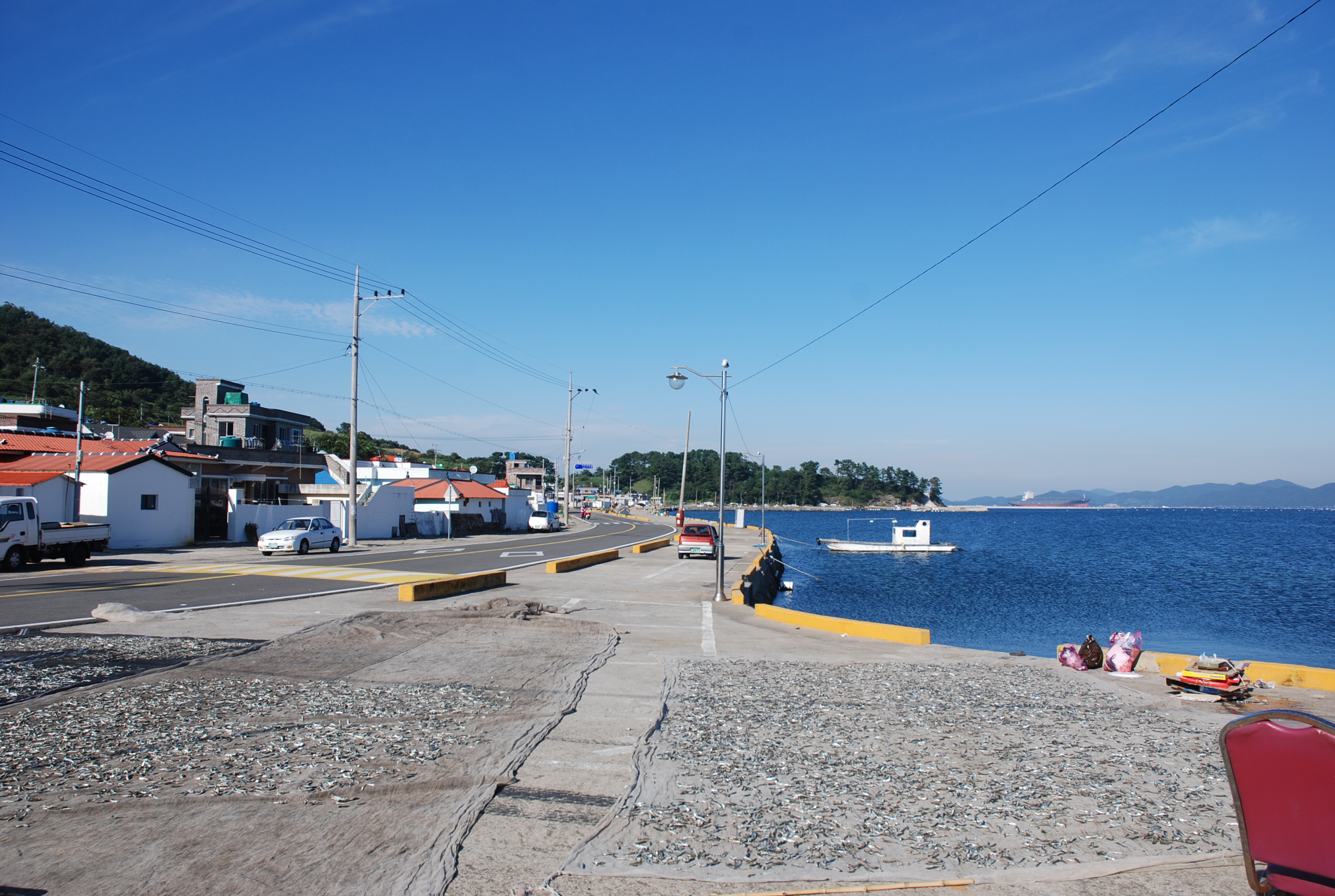
유교마을
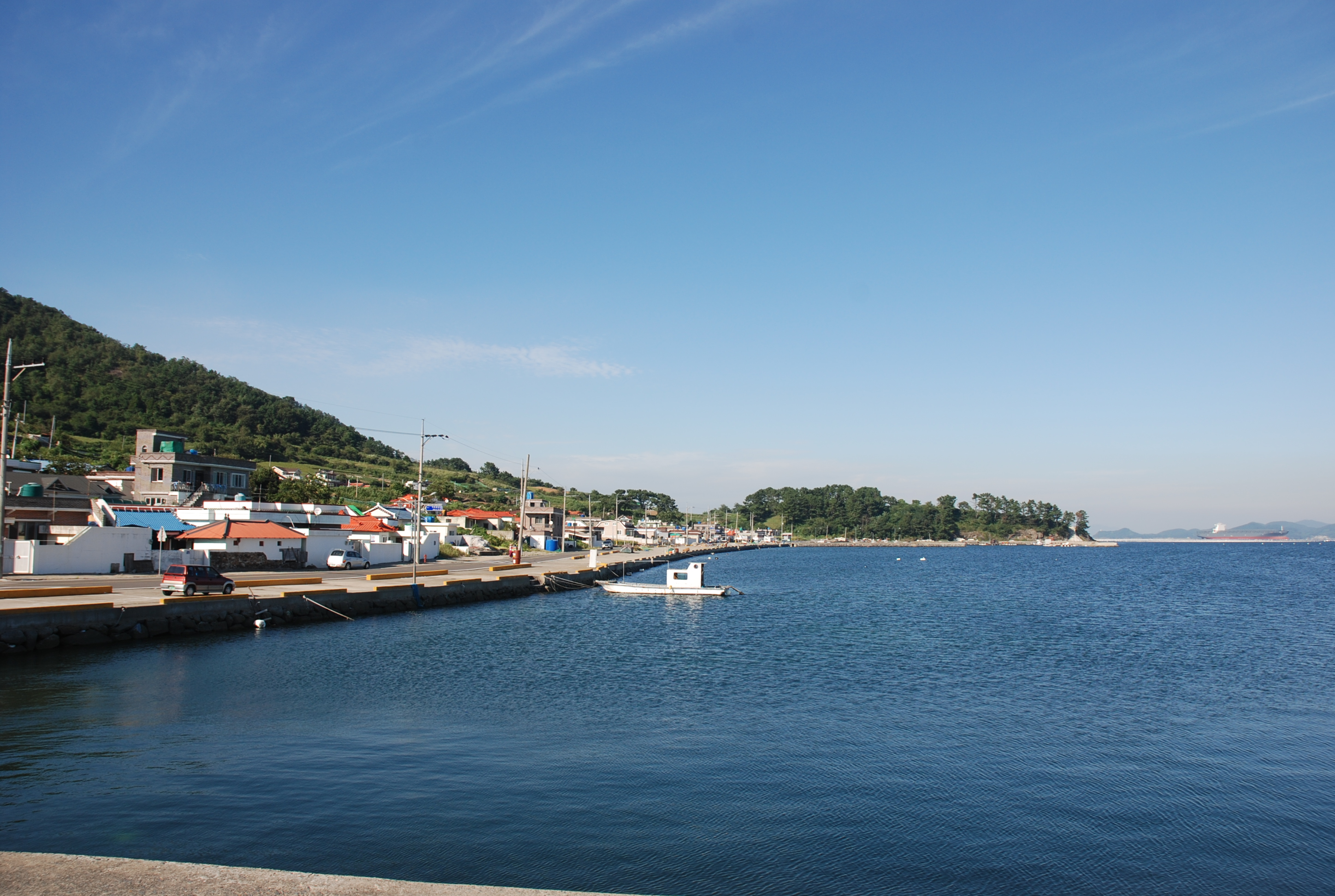
유교마을
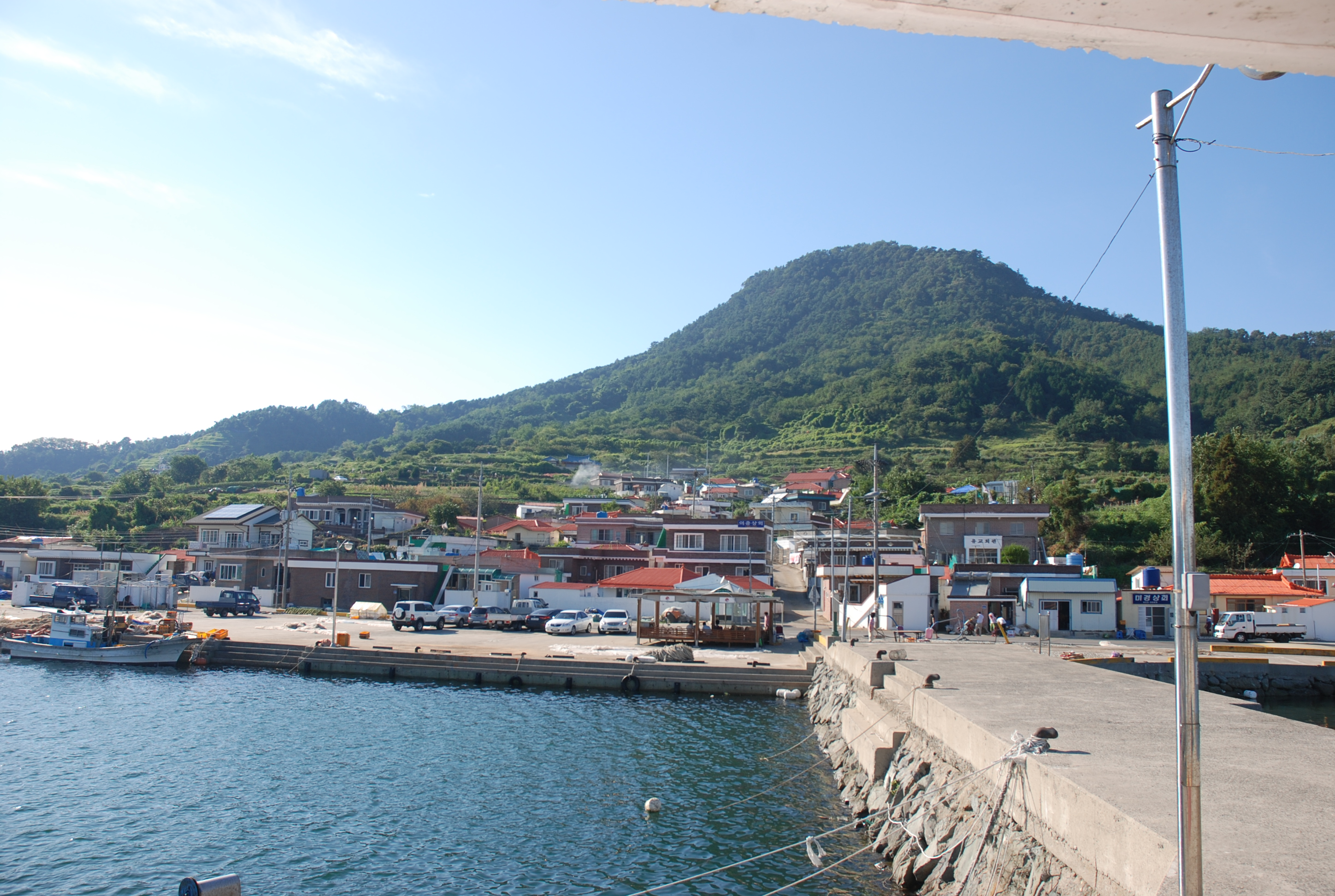
유교마을 방파제
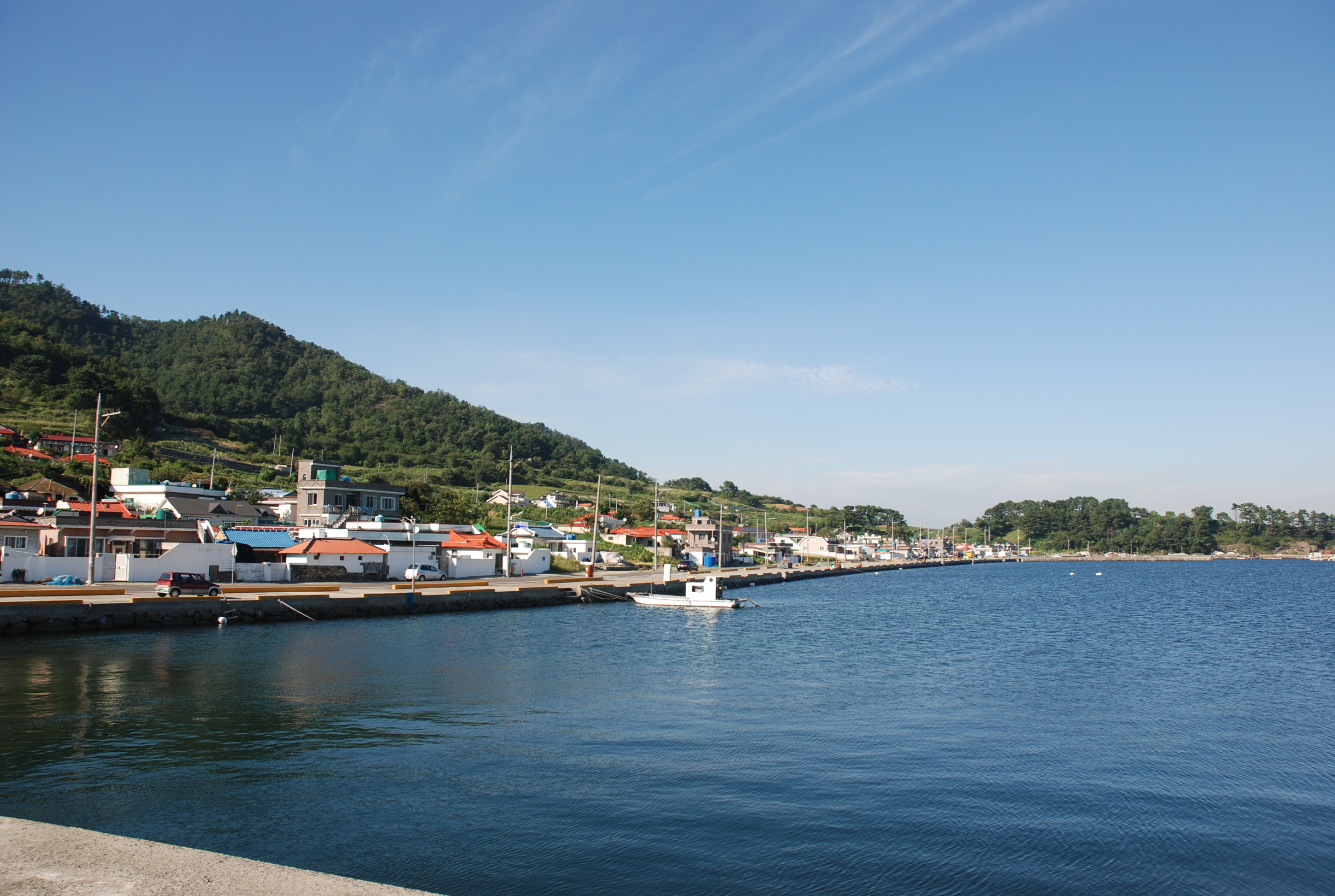
유교마을 방파제
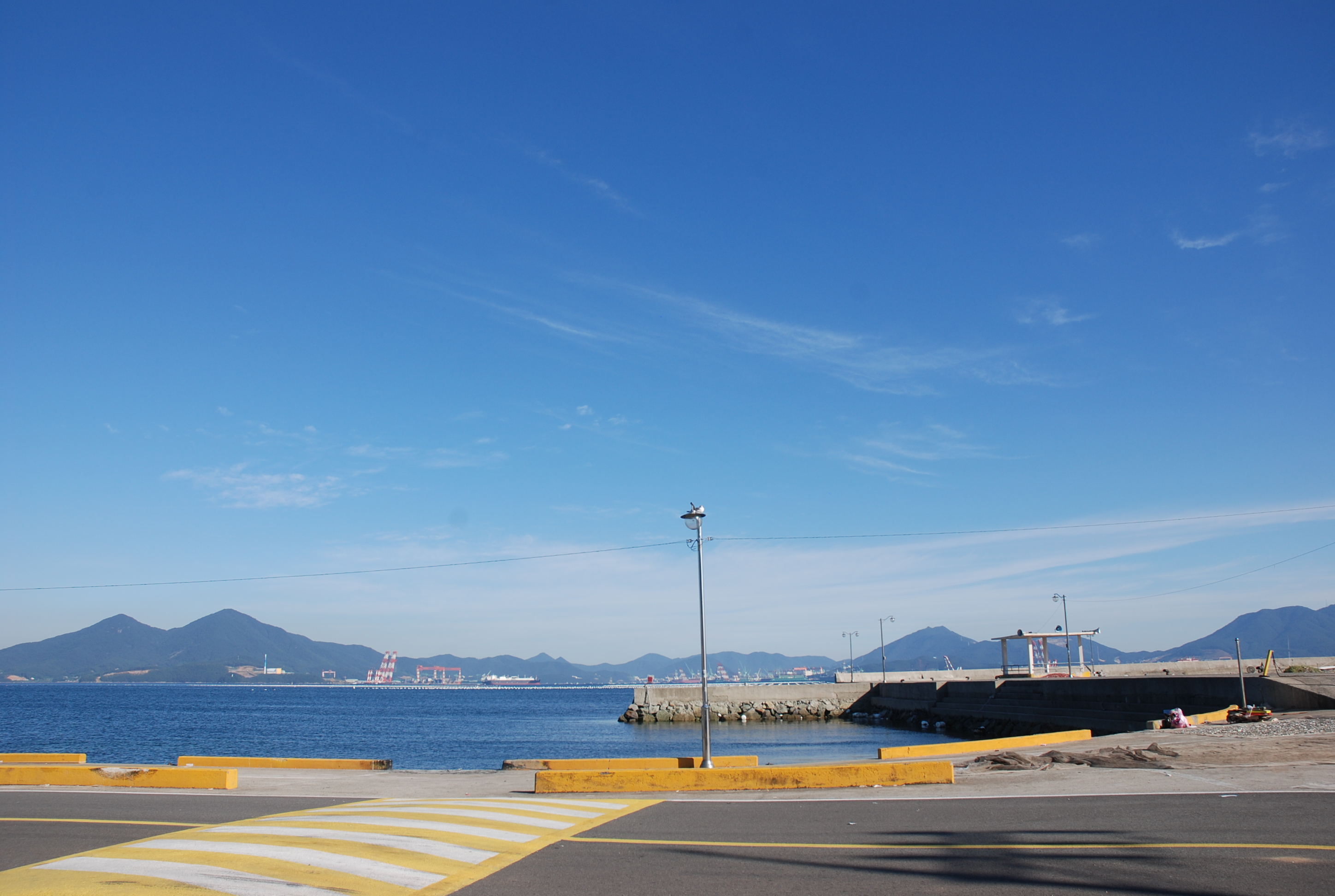
유교마을 방파제
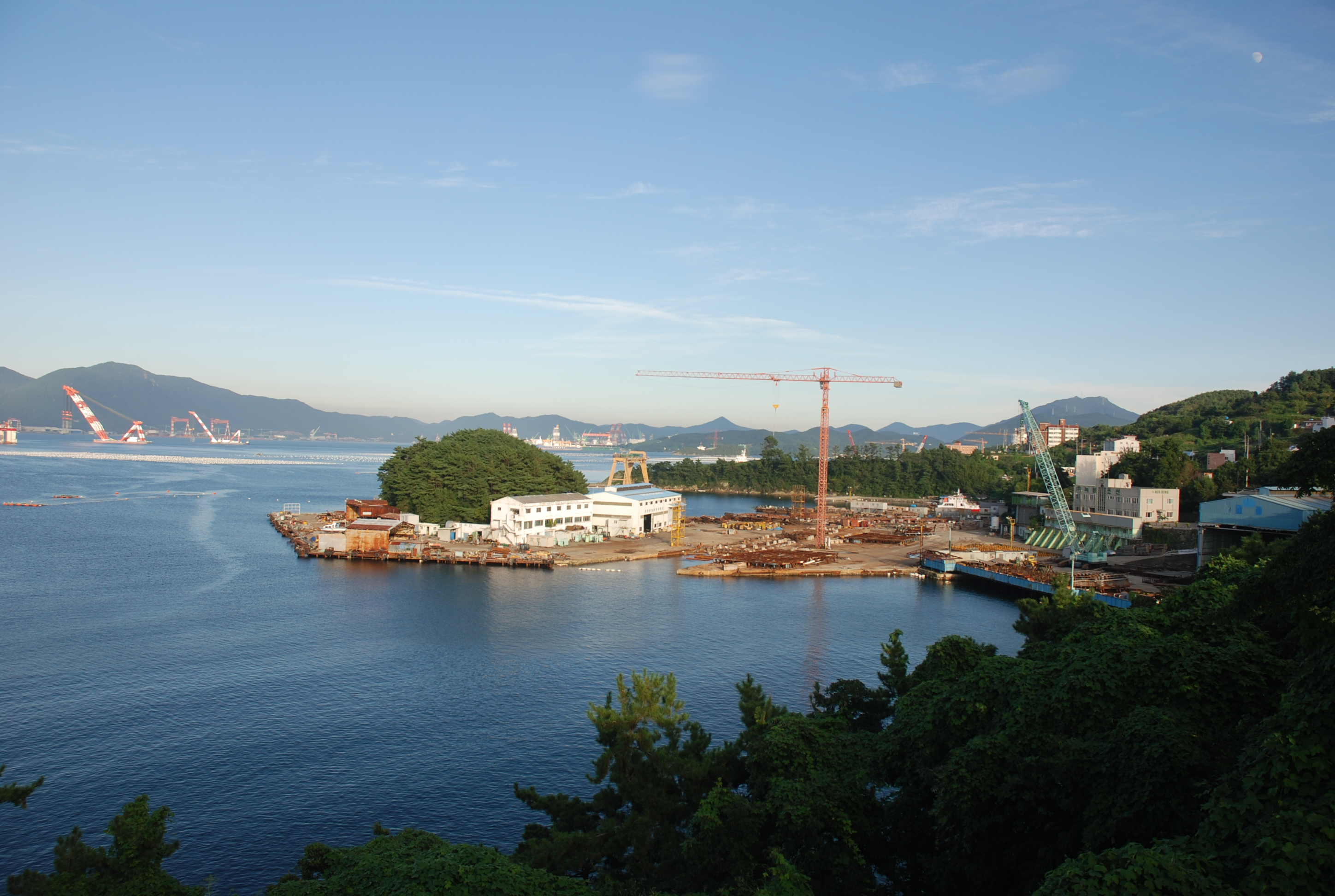
가조연륙교에서 본 삼호조선소(오른쪽)
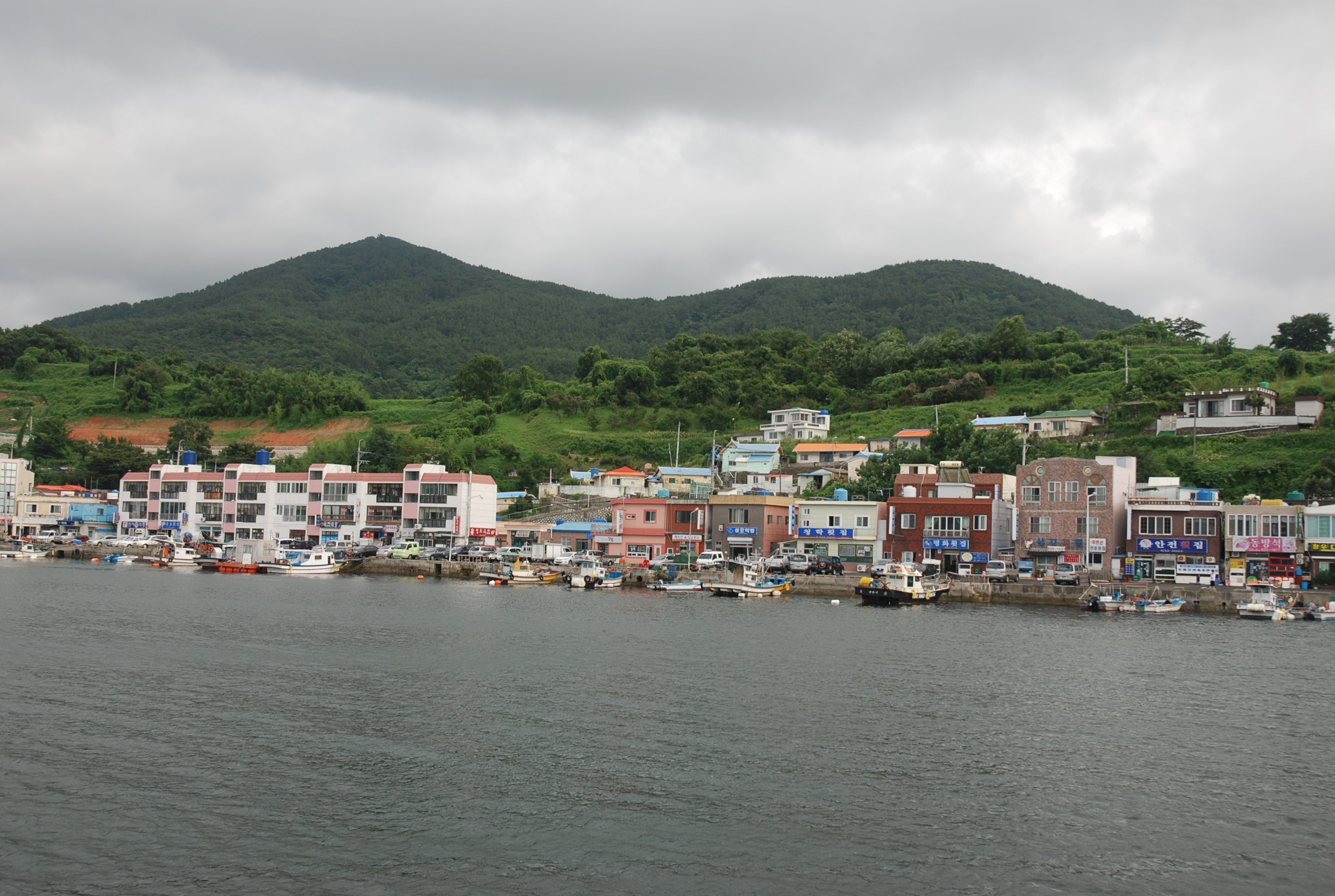
성포항
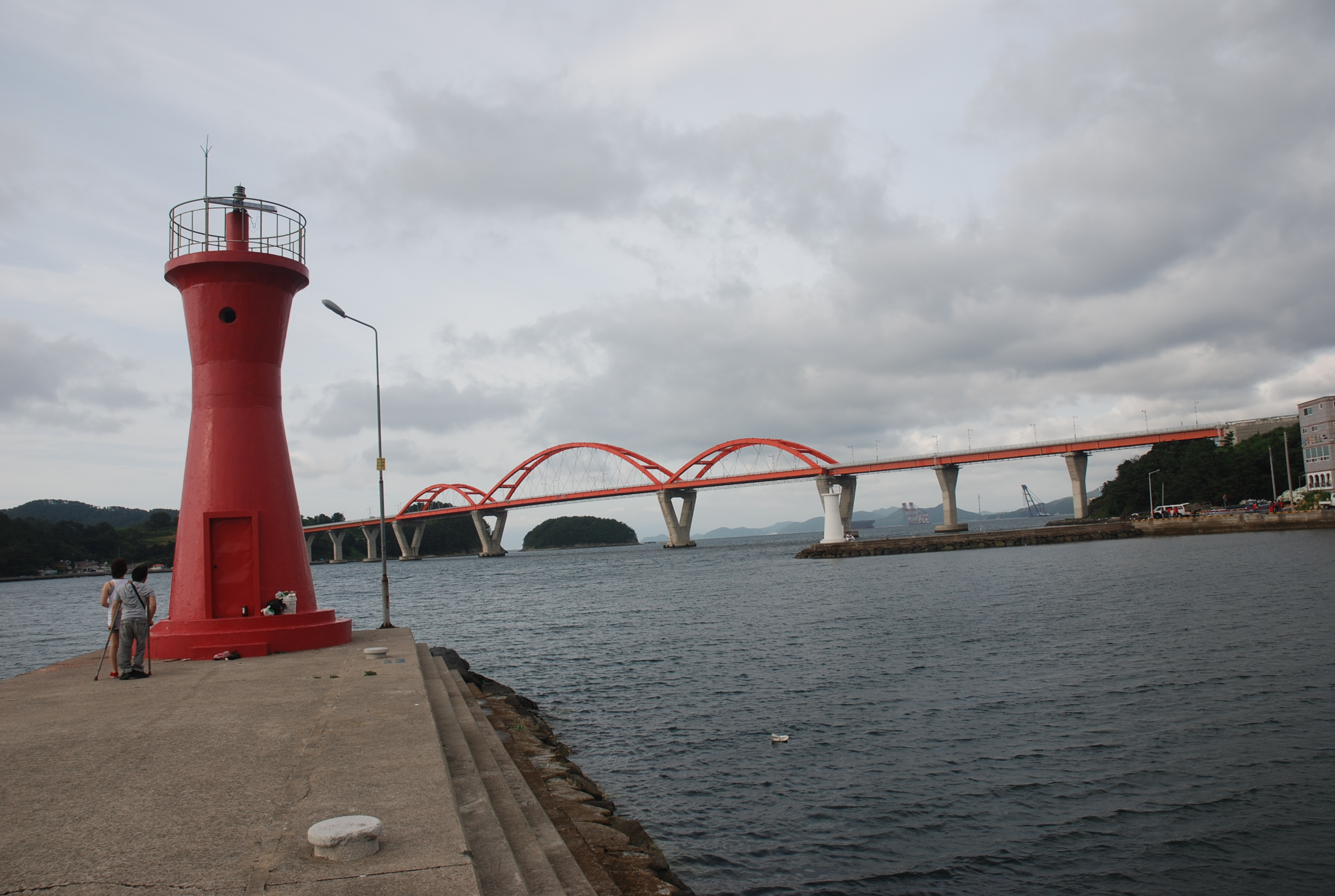
성포항 방파제에서 본 가조연륙교